# Grusknatten
Grusknatten (norwegisch für Schottergipfel) ist ein kleiner Nunatak im ostantarktischen Königin-Maud-Land. Er ragt südsüdwestlich des Vorposten im östlichen Abschnitt des Fimbulheimen auf. 
Wissenschaftler des Norwegischen Polarinstituts benannten ihn 1973 deskriptiv.